# نایدک
نایدک (انگلیسی: Nidec) شرکت الکترونیک ژاپنی است، که در سال ۱۹۷۳ تأسیس شد.